# Guerí de Provença
Guerí de Provença o Warinus (? - 853), fou comte de Mâcon, possible successor del seu presumpte pare Guerí d'Alvèrnia a Mâcon vers 825. No és clar no obstant si el comte Guerí que el 825 feia una permuta i després es retirava era el pare o el mateix personatge; va adquirir el Mèmontois vers 832; i després (potser al morir el pare) hauria heretat el comtat de Chalon; en canvi suposadament a la mort del pare, el comtat d'Alvèrnia fou cedit per l'emperador Lluís el Pietós al comte Gerard (mort a la batalla de Fontenoy-en-Puisaye el 841)
El 834 defensava el partit imperial i unit a Bernat de Septimània van arribar amb les tropes borgonyones fins a la vora del Marne a l'inici de la quaresma; el fred encara era rigorós i les forces es van haver d'aturar a Bonnœil (Bongilo). Guerí hauria fortificat Castrum Cavillonum. Poc després, el dissabte de la primera setmana de quaresma (26 de febrer del 834) els dos senyors van enviar uns missatgers a Lotari I, l'abat Rebald i el comte Gaucelm (antic comte, germà de Bernat) per demanar l'alliberament de l'emperador Lluís el Pietós i el van advertir que si el deixava en les seves mans de bon grau, ells farien la pau i obtindrien la gràcia per Lotari, però si no haurien d'utilitzar la força; Lotari va contestar que era el més sensible de tots a qualsevol cosa en benefici del pare i que els senyors que l'acusaven havien estat abans els primers de trair a l'emperador i entregar-lo a les seves mans; al·legava que la seva deposició havia estat canònica pel judici dels bisbes; a més deia que la diputació no era prou nombrosa i reclamava almenys dos abats i dos comtes, entre els quals hi hauria d'haver Odó d'Orleans, cosí de Bernat; Lotari tractava de guanyar temps per poder-se retirar i posar-se a cobert de l'exèrcit de Germània que conduït pel rei de Baviera avançava a bon ritme, i de l'exèrcit aquità que amb el borgonyó el podien rodejar. Lotari va deixar al seu pare i al germanastre Carles a l'abadia de Saint-Denis, i el darrer dia de febrer va marxar acompanyat només d'alguns senyors que van voler seguir la seva sort, cap a Borgonya, arribant a Viena del Delfinat on va intentar sostenir-se i va reunir totes les tropes que va poder. L'1 de març Lluís era restablert com a emperador.
Lotari estava a Viena del Delfinat amb les seves tropes quan va rebre una petició d'ajut dels seus generals Matfred d'Orleans i Lambert marquès de Bretanya, i es va dirigir a Châlons-sur-Saône que li va tancar les portes. Els principals senyors de Borgonya del partit imperial, entre els quals Guerí (el pare o el fill), Gaucelm, germà de Bernat de Septimània i el got Sanila el seu lloctinent (l'acusador de Berà el 820) havien arribat abans a aquesta vila i l'havien fortificat per retardar la marxa de Lotari que es va veure obligat a assetjar-la. Lotari la va conquerir en pocs dies i la va lliurar al furor dels soldats que la van incendiar pels quatre costats. Gaucelm, Sanila i un altre senyor de nom Madalelm foren executats sobre el camp. Guerí i altres senyors per salvar la vida van abandonar el partit imperial al darrer moment i van ser perdonats després de jurar fidelitat a Lotari. Guerí va perdre els honors però quan Lotari es va rendir l'emperador va perdonar als seus partidaris que el 835 tornaven a dominar els honors. Apareix després com a comte d'Arles i duc de Provença almenys des del 840.
El 840 va entrar al partit de Carles II de França (el Calb) i li va donar suport contra Lotari I. Carles després de l'acord de setembre del 840 amb Lotari que ajornava el conflicte fins a l'assemblea d'Attigny del maig del 841, es va dirigir a Orleans on va rebre algunes tropes de Borgonya que li enviaven els comtes Teobald i Guerí de Macon, Mémontois i Chalon. Uns mesos després, Carles, veient que el temps de l'obertura de la dieta d'Attigny s'acostava, va reunir el seu consell, i es va acordar que si Lotari refusava reconèixer-li el que li pertocava per dret es recorreria a les armes. El rei es va posar al davant del seu exèrcit i es va dirigir al lloc de reunió i va cridar a tots els seus partidaris. El comandament fou donat a Guerí de Provença comte de Mâcon. Bernat va iniciar el viatge amb les forces de Septimània però va anar lent esperant arribar tard per agafar el partit millor segons el resultat de la batalla. Guerí va tenir un paper clau a la batalla de Fontenoy-en-Puisaye (25 de juny del 841). En una illa del riu prop de Mâcon es va signar el tractat de repartiment provisional de l'imperi el 15 de juny del 842. En aquest tractat Aquitània quedava per Carles excloent a Pipi II. Carles es va dirigir a Aquitània per posar fi a la resistència de Pipí i encara que aquest va presentar batalla fou derrotat i obligat a fugir i amagar-se; Carles no el va poder trobar i va haver de repassar el Loire per anar a la conferència de Metz deixant per seguir les operacions i vetllar per la seguretat del país a Guerí de Provença i alguns altres senyors. Aquest govern podia comportar el títol de duc d'Aquitània o Tolosa que pertanyia a Bernat de Septimània. Però Pipí tenia molts partidaris a Aquitània i estaven en campanya; un contingent pipínida va fer una emboscada al comte Egfrid, lleial a Carles, que podria ser un lloctinent de Guerí o bé el comte Acfred fill d'Oliba I de Carcassona (comte de Carcassona i Rasès el 877, mort el 906); Egfrid es va lliurar del parany i encara va causar diverses baixes als enemics, fent alguns presoners. Potser Bernat va entregar Tolosa a Pipí abans de fer-ho a Guerí o a Acfred (Egfrid). Provença va passar a Lotari I el 843 pel tractat de Verdun, i els càrrecs de comte d'Arle i duc de Provença van passar a Fulcrad que en va prendre possessió vers 844.
El 844 Guerí hauria capturat en una acció casual al duc Bernat de Septimània que estava ajudant a Pipí II a Tolosa. Bernat fou portat a la cort de Carles, que en va ordenar l'execució. Els seus honors borgonyons van passar a Guerí (comte d'Autun i de l'Auxois i marquès de Borgonya, i a més es titulava rector de l'abadia de Flavigny) doncs el fill de Bernat, Guillem de Septimània, no fou acceptat com a hereu.
Carles II va concedir una carta de propietat al Lionès al lloc Benignum a un tal Hriculfum, vassall del comte Guerí el 20 d'agost del 847. El 25 de juny de 849 el mateix rei confirmava a Guerí una donació de propietat a Flavigny
Guerí va morir el 853 o abans i el va succeir el seu fill Isembard, que abans havia estat comte de Barcelona, Empúries i Rosselló i marquès de Septimània (849-852) conjuntament -i com a lloctinent- amb Aleran. Isembard fou comte de Chalon, Macon, Autun i altres menors (853-858).